# Persone di nome Stephen/Calciatori
| Questa pagina contiene informazioni ricavate automaticamente dalle voci biografiche con l'ausilio del template Bio e di un bot. L'aggiornamento è periodico e automatico e ricostruisce completamente la pagina. Se manca una persona in questa lista, sei pregato di non aggiungerla, ma accertati piuttosto che la sua voce biografica contenga il template Bio e che i dati anagrafici siano correttamente compilati. Se il template Bio manca, inseriscilo tu stesso o, in alternativa, metti l'avviso {{tmp\|Bio}} che ne segnala la mancanza. Se i dati riportati sono sbagliati, correggi direttamente la voce biografica; le modifiche saranno visibili in questa lista entro pochi giorni. Per chiarimenti vedi il progetto antroponimi. La lista contiene solo le 93 persone che sono citate nell'enciclopedia e per le quali è stato implementato correttamente il template Bio. Pagina aggiornata al 22 lug 2025. |

Questa è una lista di persone presenti nell'enciclopedia che hanno il nome Stephen e sono calciatori.

## A(7)
- Stephen Abarowei, ex calciatore e ex giocatore di calcio a 5 nigeriano (n. 1971)
- Stephen Ademolu, ex calciatore canadese (Windsor, n. 1982)
- Stephen Afrifa, calciatore canadese (Toronto, n. 2001)
- Stephen Ahorlu, calciatore ghanese (Kpandu, n. 1988)
- Stephen Alimenda, ex calciatore zimbabwese (Kwekwe, n. 1988)
- Stephen Appiah, ex calciatore ghanese (Accra, n. 1980)
- Stephen Eustáquio, calciatore canadese (Leamington, n. 1996)

## B(6)
- Stephen Baidoo, ex calciatore ghanese (Sekondi-Takoradi, n. 1976)
- Steve Baumann, ex calciatore statunitense (Middletown, n. 1952)
- Steve Bicknell, ex calciatore inglese (Stockton, n. 1959)
- Rhys Browne, calciatore antiguo-barbudano (Romford, n. 1995)
- Steve Butler, ex calciatore inglese (Birmingham, n. 1962)
- Stephen Bywater, ex calciatore inglese (Manchester, n. 1981)

## C(5)
- Steve Cammack, ex calciatore inglese (Sheffield, n. 1954)
- Stephen Carr, ex calciatore irlandese (Dublino, n. 1976)
- Stephen Carson, ex calciatore nordirlandese (Ballymoney, n. 1980)
- Steve Coppell, ex calciatore e allenatore di calcio inglese (Liverpool, n. 1955)
- Stephen Crainey, ex calciatore scozzese (Glasgow, n. 1981)

## D(3)
- Stephen Dawson, ex calciatore irlandese (Dublino, n. 1985)
- Stephen Dobbie, ex calciatore scozzese (Glasgow, n. 1982)
- Stephen Duke-McKenna, calciatore guyanese (Liverpool, n. 2000)

## E(2)
- Stephen Elliott, ex calciatore irlandese (Dublino, n. 1984)
- Stephen Eze, calciatore nigeriano (Makurdi, n. 1994)

## F(5)
- Steve Finnan, ex calciatore irlandese (Limerick, n. 1976)
- Steve Foster, ex calciatore inglese (Portsmouth, n. 1957)
- Stephen John Foster, ex calciatore inglese (Warrington, n. 1980)
- Steve Fox, calciatore inglese (Tamworth, n. 1958 - † 2012)
- Steve Francis, ex calciatore inglese (Billericay, n. 1964)

## G(3)
- Stephen Geoghegan, ex calciatore irlandese (Dublino, n. 1970)
- Stephen Gleeson, calciatore irlandese (Dublino, n. 1988)
- Stephen Gopey, calciatore nigeriano (n. 2000)

## H(10)
- Stephen Hammond, calciatore ghanese (Accra, n. 1996)
- Stephen Haslam, ex calciatore inglese (Sheffield, n. 1979)
- Steve Heighway, ex calciatore irlandese (Dublino, n. 1947)
- Stephen Henderson, ex calciatore irlandese (Dublino, n. 1988)
- Stephen Hendrie, calciatore scozzese (Glasgow, n. 1995)
- Steve Howey, ex calciatore inglese (Sunderland, n. 1971)
- Stephen Hughes, ex calciatore scozzese (Motherwell, n. 1982)
- Stephen Hughes, ex calciatore inglese (Wokingham, n. 1976)
- Stephen Humphrys, calciatore inglese (Oldham, n. 1997)
- Stephen Hunt, ex calciatore irlandese (Port Laoise, n. 1981)

## I(1)
- Stephen Ireland, ex calciatore irlandese (Cork, n. 1986)

## J(1)
- Steve Jones, calciatore nordirlandese (Derry, n. 1976)

## K(6)
- Stephen Keel, ex calciatore statunitense (Littleton, n. 1983)
- Stephen Kelly, ex calciatore irlandese (Dublino, n. 1983)
- Stephen Kelly, calciatore scozzese (Port Glasgow, n. 2000)
- Stephen King, ex calciatore statunitense (Medford, n. 1986)
- Stephen Kingsley, calciatore scozzese (Stirling, n. 1994)
- Stephen Kinsey, ex calciatore inglese (Gorton, n. 1963)

## L(1)
- Stephen Laybutt, calciatore australiano (Lithgow, n. 1977 - Cabarita Beach, † 2024)

## M(13)
- Stephen Malcolm, calciatore giamaicano (St. James, n. 1970 - Falmouth, † 2001)
- Stevie Mallan, calciatore scozzese (Glasgow, n. 1996)
- Stephen McCarthy, ex calciatore statunitense (Honolulu, n. 1988)
- Stephen McGinn, calciatore scozzese (Glasgow, n. 1988)
- Stephen McLaughlin, calciatore irlandese (Donegal, n. 1990)
- Steve McMahon, ex calciatore e allenatore di calcio inglese (Halewood, n. 1961)
- Stephen McPhail, ex calciatore irlandese (Londra, n. 1979)
- Stephen McPhee, ex calciatore scozzese (Glasgow, n. 1981)
- Steve Middleton, ex calciatore inglese (Portsmouth, n. 1953)
- Steve Mills, calciatore inglese (Portsmouth, n. 1953 - Southampton, † 1988)
- Steve Moran, ex calciatore inglese (Croydon, n. 1961)
- Stephen Morrel, ex calciatore figiano (n. 1981)
- Stephen Mukatuka, calciatore zimbabwese (Masvingo, n. 1998)

## N(1)
- Steve Nicol, ex calciatore e allenatore di calcio scozzese (Irvine, n. 1961)

## O(5)
- Stephen O'Donnell, calciatore scozzese (Aberdeen, n. 1992)
- Stephen O'Donnell, ex calciatore scozzese (Bellshill, n. 1983)
- Stephen O'Halloran, calciatore irlandese (Cobh, n. 1987)
- Ayo Obileye, calciatore inglese (Homerton, n. 1994)
- Stephen Odey, calciatore nigeriano (Lagos, n. 1998)

## P(4)
- Stephen Pearson, ex calciatore scozzese (Lanark, n. 1982)
- Steve Peplow, calciatore inglese (Liverpool, n. 1949 - † 2021)
- Steve Perryman, ex calciatore, allenatore di calcio e dirigente sportivo inglese (Londra, n. 1951)
- Steve Pisani, calciatore maltese (n. 1992)

## Q(1)
- Stephen Quinn, calciatore irlandese (Clondalkin, n. 1986)

## R(1)
- Steve Roberts, ex calciatore gallese (Wrexham, n. 1980)

## S(5)
- Stephen Sama, ex calciatore camerunese (Bamenda, n. 1993)
- Steve Sedgley, ex calciatore inglese (Enfield, n. 1968)
- Steve Sherwood, ex calciatore inglese (Selby, n. 1953)
- Steve Snow, ex calciatore statunitense (n. 1971)
- Sunday Stephen Obayan, ex calciatore nigeriano (Lagos, n. 1988)

## T(2)
- Stephen Tataw, calciatore camerunese (Yaoundé, n. 1963 - Yaoundé, † 2020)
- Stephen Theuma, ex calciatore maltese (n. 1961)

## V(1)
- Steve Vickers, ex calciatore inglese (Bishop Auckland, n. 1967)

## W(10)
- Stephen Ward, ex calciatore irlandese (Dublino, n. 1985)
- Stephen Warnock, ex calciatore inglese (Ormskirk, n. 1981)
- Stephen Wellman, ex calciatore maltese (Zurrico, n. 1982)
- Stephen Welsh, calciatore scozzese (Coatbridge, n. 2000)
- Steve Whitworth, ex calciatore inglese (Coalville, n. 1952)
- Stephen Willis, calciatore cookese (n. 1986)
- Steve Wood, ex calciatore inglese (Bracknell, n. 1963)
- Stephen Worgu, ex calciatore nigeriano (n. 1989)
- Stephen Wright, ex calciatore inglese (Bootle, n. 1980)
- Stephen Peter Wright, ex calciatore britannico (Clacton-on-Sea, n. 1959)